# Francesco Turrettini
Francesco Turrettini, conosciuto anche come François Turretin (Ginevra, 17 ottobre 1623 – Ginevra, 28 settembre 1687), è stato un teologo calvinista svizzero, nipote di Francesco Turrettini seniore (1547-1628), nativo di Lucca ed emigrato a Ginevra nel 1592, e figlio di Benedetto Turrettini (Bénédict Turretin) (1588-1631) professore di teologia e diplomatico.

## Biografia
Studia a Ginevra, Leida, Utrecht, Parigi, Saumur, Montauban e Nîmes. Dopo essere ritornato alla sua città natale, è nominato pastore della locale chiesa evangelica di lingua italiana nel 1658 e insegna, come professore di teologia, all'Accademia di Ginevra dal 1653. È il padre di Jean Alphonse Turretin.
Francesco Turrettini è noto specialmente per la sua zelante opposizione alla teologia di Saumur promossa da Moïse Amyraut e chiamata Amiraldismo, difendendo egli l'ortodossia del Calvinismo classico rappresentata dal Sinodo di Dordrecht. Difende la concezione calvinista ortodossa della doppia predestinazione e dell'ispirazione verbale della Bibbia sostenendo il Consenso elvetico del 1675.
Fra gli scritti di Francesco Turrettini, di carattere soprattutto dogmatico, si ricorda oggi, in particolar modo, il suo Institutio Theologiae Elencticae (3 parti, Ginevra, 1679-1685) destinata a divenire un'importante opera di riferimento per la teologia sistematica del Calvinismo posteriore. La particolarità dell'Institutio consiste nell'impostazione in domande e risposte.
Francesco Turrettini influisce particolarmente sul Puritanesimo ed è rivalutato oggi dai circoli calvinisti conservatori. John Gerstner, curatore di una versione moderna in inglese di quest'opera, chiama Turrettini: "il teologo più preciso della tradizione calvinista".

## Teologia
La teologia di Francesco Turrettini è identificabile in ciò che poi sarà conosciuta come "ortodossia calvinista" nella tradizione di Beza e dei teologi olandesi che si oppongono ad Arminio. Il contributo di Turrettini è quello di creare precise e complete posizioni teologiche. La teologia di Giovanni Calvino ne provvede la struttura, e Turrettini sviluppa dogmi formulati con precisione su principi derivati dalle Sacre Scritture. Sebbene Calvino, facendo uso di un'erudizione più umanista, permette a contraddizioni e problemi di rimanere insoluti, Turrettini cerca di presentare la serie più completa di deduzioni logiche possibili al fine di respingere interpretazioni non ortodosse e di presentare una teologia biblica e completa. Dottrine dedotte dai "decreti di Dio" forniscono a Turrettino l'approccio di base a tutta la teologia. È così che il Calvinismo ortodosso si concentra per la maggior parte su idee come la predestinazione, la riprovazione, la salvezza mediante una grazia immeritata.
Questa ortodossia, però, si indebolisce sempre di più sin dal diciottesimo secolo, quando i teologi continuano ad usare esegesi umaniste ed altri mettono in questione le idee ortodosse sull'ispirazione verbale e l'infallibilità della Bibbia. Lo stesso figlio del Turrettini tenderà a minimizzare l'uso di dottrine precise che, secondo lui, tendono a dividere il Protestantesimo, al contrario, sempre secondo il figlio, sarebbe sufficiente attenersi al Credo apostolico per promuovere l'unità. La teologia di Francesco Turrettini è stata rivalorizzata nel diciannovesimo secolo dai presbiteriani americani della vecchia scuola di Princeton, in particolare dal teologo Charles Hodge. L'Istituzione del Turrettini è stata stampata in inglese nel 1847 e diventa il libro di testo standard per l'istruzione ortodossa nel Presbiterianesimo americano.